# Щеглов, Владимир Петрович
Влади́мир Петро́вич Щегло́в (15 июня 1904, Заречное, Орловская губерния — 23 января 1985, Ташкент) — советский и узбекский астроном, педагог и популяризатор науки, специалист в области астрометрии и истории астрономии.

## Биография
Окончил в 1924 году Московский землеустроительный техникум, в 1930 — астрономо-геодезический факультет Московского геодезического института.
В 1924—1926 годах работал в Приволжском полевом округе Высшего геодезического управления, с 1930 по 1933 — начальник астробазисной партии и заведующий вычислительным бюро в Среднеазиатском геодезическом управлении.
С 1933 работал в Ташкентской обсерватории (с 1941 — в качестве директора). В 1966 году на базе Ташкентской обсерватории был создан Астрономический институт АН Узбекской ССР, директором которого Щеглов был c 1966 по 1983.
В 1948—1970 Владимир Петрович Щеглов был профессором Среднеазиатского университета. В 1966 году избран академиком АН Узбекской ССР, а с 1974 был академиком-секретарём Отделения физико-математических наук АН Узбекской ССР.
В. П. Щеглов — один из организаторов и первый председатель (1955—1976) Узбекистанского отделения Всесоюзного астрономо-геодезического общества.
Заслуженный деятель науки Узбекской ССР (1964).
Основные научные работы в области астрометрии и истории астрономии. Был активным участником проекта по изданию Атласа звездного неба Гевелия, который был издан в СССР четырьмя изданиями на узбекском, русском и английском языках и в Японии на японском языке.
Семья
- Жена — Щеглова Ольга Михайловна, гидрограф, доцент Ташкентского университета
- Сын — Щеглов Пётр Владимирович, астроном, профессор МГУ, главный научный сотрудник Государственного астрономического института им. П. К. Штернберга

## Публикации
- Щеглов В. П. Дмитрий Данилович Гедеонов // Астрономический журнал. — 1951. — Т. 28. — Вып.6.
- Щеглов В. П. История Ташкентской астрономической обсерватории АН УзССР // Тр. / Ин-т истории естествознания и техники АН СССР. — 1955. — Т. 5.

## Награды и признание
- Два ордена Трудового Красного Знамени
- Орден Дружбы народов
- Орден «Знак Почёта»
- Настольная медаль «За выдающийся вклад в пропаганду научных знаний. С. И. Вавилов. Всесоюзное общество „Знание“»
- Премия имени Ф. А. Бредихина АН СССР (1981)
- Заслуженный деятель науки Узбекской ССР (1964)[3]

- В честь В. П. Щеглова назван астероид (2377) Щеглов (первоначальное обозначение — 1978 QT1), открытый в 1978 году Н. С. Черных